# آنتونیوس قندلفت
آنتونیوس قِندلُفت (یا با آوایش: قَندَلَفت) (به عربی: أنطونيوس قندلفت) (۲۲ فوریه ۱۹۱۰، حلب – ۵ اوت ۱۹۷۰، طرابلس، لبنان) روحانی مسیحی و نویسنده سوری-لبنانی بود. او اسقف طرابلس، لبنان و نایب پاتریارک سریانی بیروت بود. عقود الجمان فی المواعظ اثر برجستهٔ اوست.